# 重本隆之
重本 隆之（しげもと たかゆき、1982年〈昭和57年〉10月13日 - ）は日本の実業家であり、P2C Studio株式会社の代表取締役社長である。

## 来歴
山口県で生まれる。埼玉県立越谷北高等学校を卒業後、慶應義塾大学商学部に入学し卒業。2006年（平成18年）に国内系コンサルティング会社の株式会社船井総合研究所で、経営コンサルタントとして入社。
4年間従事後、株式会社コマースデザインラボラトリーを創業し代表取締役に就任。起業後は、EC事業やコンサル事業を展開。 社会により大きな影響を与えられる仕事を志向し、楽天グループ株式会社へ転職し、グループ横断でのマーケティング施策や新規会員制サービスの事業責任者を経験。総合PR会社である株式会社ベクトルにてD2C事業を推進する子会社及び関連会社の2社を立ち上げから拡大までを役員として牽引。
2020年12月にヒトを起点としたブランドづくり・モノづくりをするP2C事業(Person to Consumer、PtoC)立上げの新規事業責任者としてUUUM株式会社に入社。
2021年6月にUUUM子会社としてP2C・グッズ・ライセンス・ECなどを展開するP2C Studio株式会社の設立に伴い代表取締役社長に就任。